# Chicago Double-Strike
Chicago Double-Strike – album na żywo Elvisa Presleya, składający się z koncertów z 1 i 2 maja 1977 w Chicago w stanie Illinois. Elvis miał na sobie King of Spades suit i Mexican Sundial suit. Został wydany w 2012 roku.

## 1 maja 1977
1. "Also sprach Zarathustra"
2. "See See Rider – When The Saints Go Marching In (excerpt)"
3. "I Got a Woman – Amen"
4. "Love Me"
5. "Fairytale"
6. "You Gave Me a Mountain"
7. "Jailhouse Rock"
8. "’O sole mio – It’s Now or Never"
9. "Trying to Get to You"
10. "Little Sister"
11. "Teddy Bear – Don’t Be Cruel"
12. "And I Love You So"
13. "My Way"
14. "Introductions"
15. "Early Morning Rain"
16. "What’d I Say"
17. "Johnny B. Goode"
18. "Drum Solo by Ronnie Tutt"
19. "Bass Solo by Jerry Scheff"
20. "Piano Solo by Tony Brown"
21. "Electric Piano Solo by Bobby Ogdin"
22. "School Days"
23. "Hurt" + powtórka
24. "Introduction of Joe Esposito"
25. "Hound Dog"
26. "Can’t Help Falling in Love"
27. "Closing Vamp"

## 2 maja 1977
1. "Also sprach Zarathustra"
2. "See See Rider"
3. "I Got a Woman – Amen"
4. "Love Me"
5. "Fairytale"
6. "You Gave Me a Mountain"
7. "Jailhouse Rock"
8. "’O sole mio – It’s Now or Never"
9. "Little Sister"
10. "Teddy Bear – Don’t Be Cruel"
11. "My Way"
12. "Poke Salad Annie"
13. "Introductions"
14. "Early Morning Rain"
15. "What’d I Say"
16. "Johnny B. Goode"
17. "Drum Solo by Ronnie Tutt"
18. "Bass Solo by Jerry Scheff"
19. "Piano Solo by Tony Brown"
20. "Electric Piano Solo by Bobby Ogdin"
21. "School Days"
22. "Hurt" + powtórka
23. "Hound Dog"
24. "Can’t Help Falling in Love"
25. "Closing Vamp"